# 渡辺有一
渡辺 有一（わたなべ ゆういち、1943年（昭和18年）11月12日 - ）は、日本の絵本作家、イラストレーター。「わたなべゆういち」名義もある。

## 経歴
旧満洲出身。デザイン事務所勤務、武蔵野美術大学美術科通信教育課程卒業。第8回絵本にっぽん賞、第15回日本絵本賞受賞。「かっぱ大さわぎ」「かっぱびっくり旅」（ともに旺文社）など木暮正夫作品を中心に児童文学の挿絵も多い。『ねこざかなシリーズ』の作者でもある。
また日本のネット界で「最も怖いクロージング」とされているCBCテレビ
(当時、中部日本放送)の1998年まで使われていたクロージングとオープニングの映像を手かげた。

## 受賞歴
- 「ねこざかな」フレーベル館 1983年、ボローニャ国際児童図書展グラフィック賞受賞。
- 「はしれ、きたかぜ号」童心社 1985年、絵本にっぽん賞受賞。

## 作品等
- 「たろうとつばき」ポプラ社 1978年
- 「ふうせんクジラ」佼成出版社 1985年
- 「おどるねこざかな」フレーベル館 2001年
- 「いっしょにコーボくん！ムギッポのまんぷくクレープ」 やすいすえこ 岩崎書店 2002年
- 「ごっとんクリスマス」越水利江子 新日本出版社 2002年
- 「ねこざかなのクリスマス」フレーベル館 2003年
- 「ごきげん　こだぬきくん」 あかね書房 2003年
- 「ぶたさんちのばんごはん」佼成出版社 2003年
- 「ねむるねこざかな」フレーベル館 2003年
- 「そらとぶねこざかな」フレーベル館 2004年
- 紙芝居「てんぐのはし」 松居スーザン 童心社 2004年
- 紙芝居「七どぎつね」 桂文我 童心社 2004年
- 「カッパのごちそう」童心社 2004年
- 「山のかぼちゃ運動会」最上一平 新日本出版社 2004年
- 「だっこだっこのねこざかな」フレーベル館 2005年
- 「もみのき山のお正月」佼成出版社 2005年
- 「おもちぶとん」あかね書房 2005年
- 「まいごのねこざかな」フレーベル館 2006年
- 「ねこざかな　かるた」フレーベル館 2006年
- 「はる・なつ・あき・ふゆ　これ　なあに」あかね書房 2006年
- 「みにくいあひるの子」 舟崎克彦 小学館 2007年
- 「とんかちくんとのこぎりくん」中川ひろたか 学研 2007年
- 「ぽっかりつきがでましたら」内田麟太郎 文研出版 2007年
- 「ねこざかなとうみのおばけ」フレーベル館 2007年
- 「さっきはごめんね」山本なおこ PHP研究所 2007年
- 紙芝居「ゆきだるまのぼたん」やすいすえこ 童心社 2008年
- 「にげろ!ねこざかな」フレーベル館 2008年
- 「ばんごはんはねこざかな」フレーベル館 2008年
- 「山からの伝言」最上一平 新日本出版社 2009年
- 「すやすやたぬきが　ねていたら」内田麟太郎 文研出版 2009年。2010年日本絵本賞受賞。
- 「ねこざかなのたまご」フレーベル館 2010年
- 「ねこざかなのおしっこ」フレーベル館 2010年
- 「まねき猫はまぬけ猫？」わしおとしこ リーブル 2011年
- 「うっとりはなにみとれたら」内田麟太郎 文研出版 2011年
- 「ねこざかなのはなび」フレーベル館 2011年
- 「ふうせんクジラ　ボンはヒーロー」佼成出版社 2012年
- 「ねこざかなのすいか」フレーベル館 2012年
- 「でんでんでん」井上よう子 ひさかたチャイルド 2012年
- 「ねこまるせんせいの　おつきみ」押川理佐 世界文化社 2012年
- 「おれは　ワニだぜ」文研出版　2013年
- 「まよなかのたんじょうかい」西本鶏介 鈴木出版 2013年
- CBCテレビ オープニング・クロージング（1964年 - 1998年）
  - イラストを担当。1993年、『ミックスパイください』内の｢クロージング特集｣にて、インタビューを受ける。こちらも参照のこと。